# Sameh Zoabi
Sameh Zoabi (Iksal, 1975) è un regista palestinese.

## Biografia
Zoabi nasce nel 1975 a Iksal, un villaggio palestinese vicino a Nazaret. Nel 1998 consegue una doppia laurea in cinema e letteratura inglese all'università di Tel Aviv. Ottiene una borsa di studio e nel 2005 completa il master in regia della Columbia University School of the Arts.
Esordisce alla regia nel 2005 con il cortometraggio Be Quiet, che gli vale numerosi premi internazionali tra cui un riconoscimento della Cinéfondation al Festival di Cannes nel 2005. Man Without a Cellphone è il suo primo lungometraggio.

## Filmografia

### Regista

#### Cinema
- Be Quiet - cortometraggio (2006)
- Man Without a Cellphone (2011)
- Family Albums (Mawsem hisad), co-regia di Nassim Amaouche, Mais Darwazah e Erige Sehiri - documentario (2012)
- Under the Same Sun (2013)
- Tutti pazzi a Tel Aviv (Tel Aviv on Fire) (2018)

#### Televisione
- Accused – serie TV, episodi 1x13-2x01 (2023-2024)

### Sceneggiatore
- The Idol, regia di Hany Abu-Assad (2015)